# Openbaar Centrum voor Maatschappelijk Welzijn

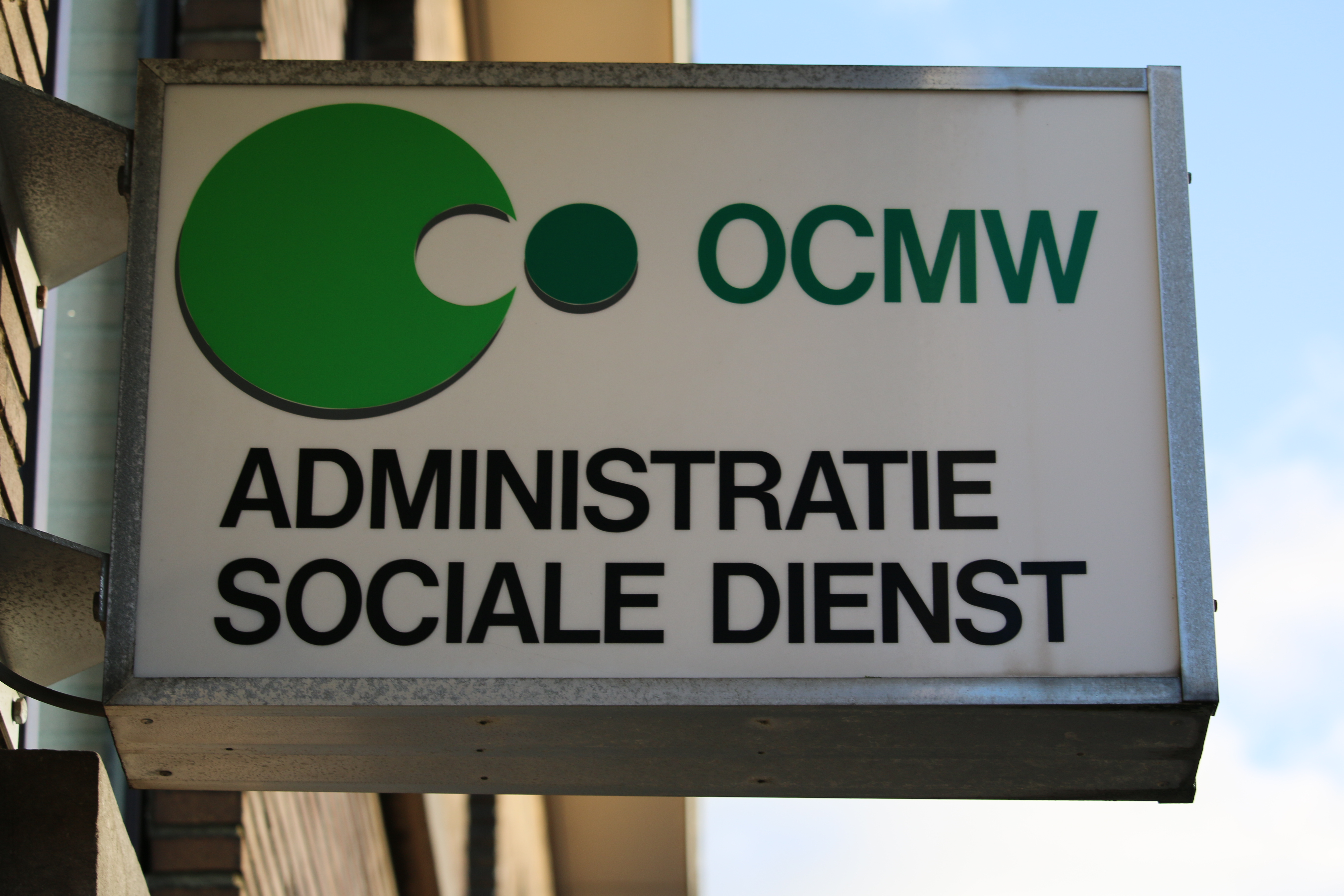
OCMW

Het Openbaar Centrum voor Maatschappelijk Welzijn (OCMW) is in België een gemeentelijke openbare instantie. De OCMW's hebben tot doel elke persoon in de mogelijkheid te stellen een leven te leiden dat beantwoordt aan de menselijke waardigheid (art. 1 OCMW-wet). Het OCMW verstrekt diensten aan armen, zorg aan ouderen (het OCMW beheert onder andere de woonzorgcentra) en ook psychische hulp aan de inwoners. Binnen de Franse Gemeenschap heet het OCMW Centre Public d'Action Sociale (CPAS) en binnen de Duitstalige Gemeenschap heet het Öffentliches Sozialhilfezentrum (ÖSHZ). Structurele uitkeringen aan armen zijn vervangen door het leefloon, en dat is nu een recht. Een aantal functies kunnen ook door het Centrum voor Algemeen Welzijnswerk (CAW) uitgeoefend worden.

## Geschiedenis
Op het einde van het ancien régime, tijdens de Oostenrijkse periode (1715-1795), werden een aantal beslissende stappen gezet in de evolutie van de openbare armenzorg. De grootste omslag gebeurde in de Franse periode (1794-1815). Alle bestaande publieke en private instellingen werden samengevoegd in een publieke organisatie van Burgerlijke Godshuizen, terwijl de zorg voor de armen werd toevertrouwd aan een 'Bureau van Weldadigheid'. In België kwam er op 27 november 1891 een Wet op de Openbare Onderstand. In de negentiende eeuw waren er opnieuw verschillende (al dan niet kerkelijke) armenzorginitiatieven, maar de publieke Burelen van Weldadigheid en Burgerlijke Godshuizen bleven bestaan en waren de voorlopers van de huidige OCMW's.
De Eerste Wereldoorlog speelde een belangrijke rol in de hulpverlening aan de armen. Men kreeg te kampen met hoge werkloosheid, grote armoede en hongersnood, die deels door Amerikaanse hulp werden verholpen. Na 1918 moest België heropgebouwd worden. Om de nodige werknemers daartoe te motiveren, en onder druk van de syndicale beweging kwam er vrij snel een eerste sociale wetgeving tot stand. Noch de sociale wetgeving noch het bestaande private initiatief volstonden echter om de aanhoudende armoede te doen verdwijnen.
Daarom kwam er in 1925 een Wet op de Commissie voor Openbare Onderstand (COO). De COO's werden in elke gemeente opgericht en werden samengesteld uit burgers die voorgedragen en verkozen werden door de gemeenteraadsleden. Ze werden bijgestaan door een secretaris en een ontvanger. De raad van de COO kon zich laten bijstaan door een maatschappelijk werker, maar in het begin kwamen deze er nauwelijks aan te pas.
In 1974 zag het bestaansminimum het levenslicht. Het betrof een minimumuitkering voor personen zonder, of met een te laag inkomen, die niet konden terugvallen op een uitkering uit andere stelsels van de sociale zekerheid (werkloosheidsvergoeding, ziekte- of invaliditeitsuitkering, pensioen). Het bestaansminimum werd ingesteld als een recht, maar de begunstigde moest zich bereid tonen om inkomsten uit arbeid te verwerven, tenzij dit om gezondheids- of billijkheidsredenen onmogelijk was. De wetgeving betreffende het bestaansminimum werd in 2002 vrij ingrijpend hervormd. Het bestaansminimum heet sindsdien het leefloon.
Op 8 juli 1976 kwam er een Wet op het 'Openbaar Centrum voor Maatschappelijk Welzijn', de opvolger van de 'Commissie van Openbare Onderstand'. De OCMW's kregen een breder doel dan alleen maar het verstrekken van financiële hulpverlening. Elk OCMW moest naast een secretaris en een ontvanger ook ten minste één maatschappelijk werker in dienst hebben.
In het Vlaams Gewest volgden nadien de decreten van 19 maart 2004 (opgeheven), 19 december 2008 en 9 februari 2018.
Het belangrijkste doel blijft de bestrijding van de armoede: "Elke persoon heeft recht op maatschappelijke dienstverlening. Deze heeft tot doel eenieder in de mogelijkheid te stellen een leven te leiden dat beantwoordt aan de menselijke waardigheid". Het recht op bestaansminimum, thans leefloon genoemd, is bij wet gegarandeerd.

## Kenmerken van het OCMW
Het OCMW is een lokale, openbare eerstelijns welzijnsvoorziening.
- Lokaal: in elke gemeente is er een OCMW. Elk OCMW is een zelfstandige entiteit (met eigen rechtspersoonlijkheid en een eigen bestuur);
- Openbaar: de OCMW's werden ingericht door de overheid en worden bestuurd door politici, als afgevaardigden van de lokale bevolking. Het OCMW staat open voor iedereen, ongeacht afkomst of overtuiging (non-discriminatiebeginsel). "Publiek" staat hier ook in tegenstelling tot "Privaat". Er bestaan in België en Vlaanderen ook private welzijnsvoorzieningen - deze hebben doorgaans de vorm van een vzw;
- Eerstelijns: men kan rechtstreeks bij het OCMW aankloppen. Een doorverwijzing is niet vereist. Voor problemen die complex zijn en een zeer gespecialiseerde begeleiding vergen wordt dikwijls doorverwezen naar de "tweede lijn";
- Welzijnsvoorziening: het OCMW heeft een welomschreven taak, nl. het bevorderen van het sociale, maatschappelijke welzijn van de lokale bevolking.

## Structuur

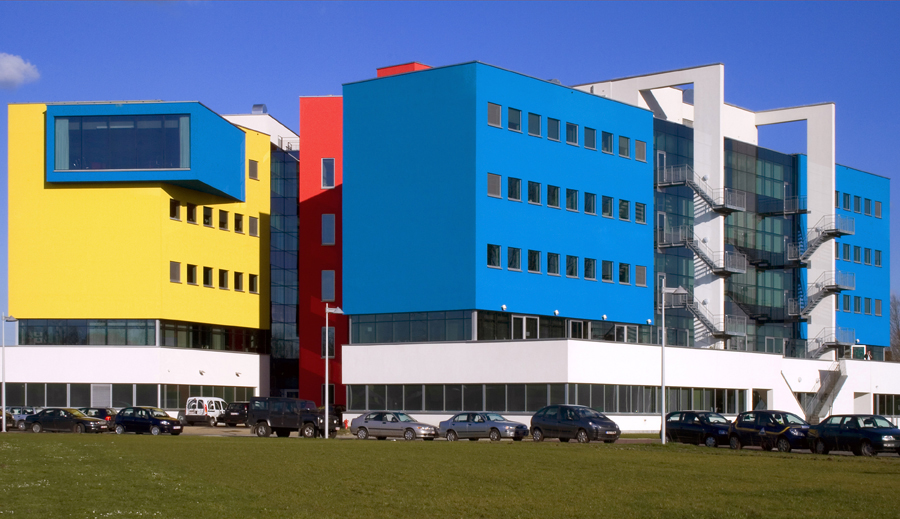
Het OCMW-hoofdkwartier in Brugge

### De Raad voor Maatschappelijk Welzijn
Elk OCMW wordt bestuurd door een Raad voor Maatschappelijk Welzijn, bestaande uit negen tot vijftien leden naargelang de grootte van de gemeente of stad. Deze worden bij de installatie van de nieuwe gemeenteraad gekozen door de gemeenteraad. In een aantal faciliteitengemeenten worden de OCMW-raadsleden rechtstreeks door de burgers gekozen. Door het systeem van meervoudig stemrecht zetelen eerder enkel de grotere fracties van de gemeenteraad in de OCMW-raad, zowel uit de meerderheid als uit de oppositie, vrijwel in dezelfde verhouding.
Om lid te kunnen zijn van de OCMW-raad moet de kandidaat Belg of EU-lid zijn (art. 8 G.W.), minstens 18 jaar zijn en zijn hoofdverblijf in de gemeente hebben. OCMW-raadsleden mogen geen ambt of functie bekleden dat onverenigbaar is met hun mandaat.
De Raad voor Maatschappelijk Welzijn is een collegiaal orgaan en neemt beslissingen in vergadering. De Raad vergadert een of meerdere keren per maand. De voorzitter kan de Raad samenroepen wanneer hij dit nodig acht. De vergaderingen van de Raad zijn openbaar, tenzij het over personen gaat of de openbare orde een besloten zitting vereist.
De Voorzitter van de Raad voor Maatschappelijk Welzijn wordt voorgedragen door en uit de leden van de Raad. Hij is hoofd van het OCMW, tekent alle uitgaande briefwisseling samen met de secretaris en leidt de vergaderingen. Hij ontvangt hetzelfde salaris als een schepen van zijn gemeente. Volgens het Vlaamse gemeentedecreet is de voorzitter in Vlaanderen voortaan ook lid van het college van burgemeester en schepenen (optioneel na de verkiezingen van 2006, verplicht na de verkiezingen van 2012).
De Raad voor Maatschappelijk Welzijn kiest de leden van het Vast Bureau, dat belast is met het dagelijks bestuur, en alle andere welomschreven bevoegdheden die de Raad aan het Bureau toevertrouwt.
De Raad kan Bijzondere Comités oprichten en aan deze welomschreven bevoegdheden toevertrouwen, met uitzondering van die bevoegdheden die wettelijk aan de Raad zijn voorbehouden. Het gaat om comités voor een specifieke materie zoals de sociale dienst, tewerkstelling, leefloon of huisvesting. De oprichting van het Bijzonder Comité voor de sociale dienst (individuele hulpverlening) is echter verplicht. Organen van het OCMW zijn de Raad voor maatschappelijk werk, het vast bureau, de voorzitter, het overlegcomité en het bijzonder comité.

### Het Vast Bureau
Het Vast Bureau zorgt voor het dagelijks bestuur, en is samengesteld uit de leden van de Raad voor Maatschappelijk Welzijn. De leden worden benoemd bij geheime stemming.
Ingevolge artikel 11bis van de grondwet moet het vast bureau samengesteld zijn uit personen van verschillend geslacht.

### Het personeel van het OCMW
Het OCMW heeft een secretaris, een financieel beheerder (ontvanger), minstens één maatschappelijk assistent en verder onderhouds- en technisch personeel.
De Secretaris woont - zonder stemrecht - de vergaderingen bij van de Raad en het Vast Bureau, maakt het verslag en informeert de Raad over de geldende rechtsregels. Hij is personeelsverantwoordelijke maar staat onder de voorzitter, de Raad en het Vast Bureau. Hij tekent samen met de Voorzitter alle uitgaande brieven.
De Ontvanger int de gelden van het OCMW en doet de betalingen die door de Raad zijn goedgekeurd.
De Sociale Dienst telt één of meer maatschappelijk werkers, en eventueel administratieve medewerkers. De Sociale Dienst biedt de volgende diensten aan:
- hulp in noodsituaties, door eerst het nodige onderzoek te doen en vervolgens de meest passende middelen te voorzien om aan de nood te verhelpen
- verstrekken van documentatie en advies, met maatschappelijke begeleiding van de cliënt

Met respect voor de overtuiging van de cliënt wordt, bij een aanvraag van materiële hulp of intensieve begeleiding, een verslag opgemaakt dat voorgelegd wordt aan de Raad voor Maatschappelijk Welzijn of aan het Bijzonder Comité van de Sociale Dienst. De Raad beslist om de gevraagde steun al dan niet toe te kennen. Hij is niet verplicht het advies van de maatschappelijk werker te volgen. In principe moet deze niet aanwezig zijn bij de bespreking maar in de praktijk is dat een gewoonte geworden. De uitvoering van de beslissing wordt aan de maatschappelijk werker toevertrouwd.

### Het streven naar integratie van gemeente en OCMW in het Vlaamse Gewest
Sinds de staatshervorming van 1993 zijn de gewesten bevoegd voor de organieke regelgeving omtrent OCMW's.
Met name in Vlaanderen is er een toenemend politiek streven naar meer samenwerking tussen en zelfs fusie van het OCMW en het gemeentebestuur. Het gemeentedecreet van 2005 en het OCMW-decreet van 2008 bevatten de eerste stappen. Zo konden onder meer de besturen voor de bestuursperiode 2007-2012 (na de verkiezingen van 2006) kiezen om de OCMW-voorzitter op te nemen in het college van burgemeester en schepenen. Vanaf de bestuursperiode 2013-2017 (na de lokale verkiezingen van 2012) werd dit verplicht.
Bij de vorming van de regering-Bourgeois werd de fusie van beide besturen, althans voor het Vlaamse Gewest, zelfs als te realiseren doelstelling ingeschreven in het Vlaams regeerakkoord. Tot een volledige fusie kwam het echter niet. Zulke integratie zou immers - dat was althans het oordeel van de Raad van State - ook aanpassingen aan federale wetten vereisen, die een bijzondere meerderheid zouden vergen. Zulke meerderheid was niet voorhanden. Om niettemin een maximale integratie tussen de beide besturen te realiseren werden er door het Decreet Lokaal Bestuur, voor wat het Vlaamse Gewest betreft, ingrijpende hervormingen doorgevoerd die zich laten samenvatten als volgt:
- gemeente en OCMW blijven beide bestaan als apart bestuur, met eigen rechtspersoonlijkheid (dus met een eigen patrimonium, personeelsbestand, …) een eigen bestuursorganen (de Gemeenteraad en de Raad voor Maatschappelijk Welzijn, College van Burgemeester en Schepenen en het Vast Bureau);
- de Raad voor Maatschappelijk Welzijn wordt echter niet langer verkozen door de Gemeenteraad maar bestaat voortaan uit de personen die deel uitmaken van die gemeenteraad. Beide raden bestaan voortaan dus uit dezelfde mensen;
- de leden van het Schepencollege zijn voortaan ook automatisch de leden van het Vast Bureau;
- de bevoegdheden omtrent het beslissen over de toekenning van leefloon en maatschappelijke dienstverlening, voorheen de bevoegdheid van de OCMW-raad (eventueel te delegeren naar een Bijzonder Comité) berusten voortaan exclusief bij een Bijzonder Comité voor de Sociale Dienst. Dit Comité kan bestaan uit leden van de gemeenteraad (raad voor maatschappelijk welzijn) maar kan ook geheel of gedeeltelijk bestaan uit externen. Enkel de voorzitter van het BCSD moet lid zijn van de raad. Indien deze voorzitter nog geen lid was van het Schepencollege of het Vast Bureau wordt hij / zij aan het College of het Vast Bureau toegevoegd;
- elk gemeentebestuur dient één algemeen directeur aan te stellen. Deze leidende ambtenaar, personeelslid van de gemeente, is voortaan óók de hoogste ambtenaar van het OCMW. De functies van gemeentesecretaris en van secretaris van het OCMW worden daarmee opgeheven aangezien deze algemeen directeur de bevoegdheden van beide functionarissen overneemt. Idem dito voor wat de financieel beheerders van gemeente en OCMW betreft: deze worden eveneens vervangen door één enkele financieel directeur, personeelslid van de gemeente, die beide besturen bedient.

Deze structuur geldt enkel voor het Vlaamse Gewest. In het Brusselse, het Waalse Gewest en voor de faciliteitengemeenten blijven de "oude" structuren alsnog in voege.

## Opdracht en taken

### Het OCMW als instelling van de sociale zekerheid
De sociale zekerheid dient als wettelijke verzekering tegen inkomensverlies ten gevolge van sociale risico's zoals het risico op ziekte (geeft aanleiding tot recht op ziekte- en invaliditeitsuitkering), risico op jobverlies (geeft aanleiding tot recht op werkloosheidsuitkering), risico op arbeidsongeschiktheid door ouderdom (geeft aanleiding tot recht op een pensioen). Ook armoede en sociale uitsluiting worden tegenwoordig als sociale risico's beschouwd. Het OCMW heeft hier tot taak om ook deze risico's af te dekken.
Atypisch aan dit onderdeel van de sociale zekerheid is wel dat het niet wordt gefinancierd door bijdragen van werkgevers en werknemers, eventueel aangevuld door tussenkomst van de (federale) overheid (zoals dat wel het geval is voor de financiering van de andere stelsels zoals werkloosheidsvergoedingen e.d.m.). De kosten voor het leefloon en de kosten voor de maatschappelijke dienstverlening worden daarentegen gedragen door de lokale (gemeentelijke) overheden. Voor het leefloon is er weliswaar een substantiële tussenkomst van de (federale) overheid voorzien. Het OCMW kan deze kosten in een beperkt aantal gevallen terugvorderen van de onderhoudsplichtigen (in de meeste gevallen de kinderen of de ouders).

#### 2025
De Regering-De Wever bereikte in de nacht van donderdag 17 juli op vrijdag 18 juli 2025 een akkoord over extra middelen voor de OCMW's waardoor de programmawet gestemd kon worden met daarin de werkloosheidshervorming.

#### Leefloon
Personen die niet kunnen terugvallen op een gewone sociale uitkering kunnen in eerste instantie aanspraak maken op een leefloon. Dit stelsel is vrij strak gereguleerd. Zo gelden er specifieke regels over de wijze waarop bestaande inkomsten al dan niet in aanmerking worden genomen bij de berekening van het bedrag waarop men recht heeft. Verder kent het leefloon meerdere categorieën: alleenstaande, gezin of samenwonende.

#### Maatschappelijke dienstverlening
Personen die hun recht op een leefloon hebben uitgeput (of er om wettelijke of andere redenen geen aanspraak op kunnen maken) kunnen zich in laatste instantie nog beroepen op het recht op maatschappelijke dienstverlening. Het OCMW kan vrij de vorm en de omvang van de (financiële of andere) hulp bepalen en zal daarbij steeds rekening houden met de specifieke individuele omstandigheden waarin de hulpvrager zich bevindt. De hulpverlening van de OCMW's wordt daarom ook weleens "het laatste sociale vangnet" genoemd.

##### Financiële hulp
Courante vormen van financiële maatschappelijke dienstverlening zijn financiële steun als aanvulling van het leefloon, tussenkomst in de kosten van een minvermogende in een woonzorgcentrum (voorheen "rusthuis" genoemd), het financieren of voorschieten van een huurwaarborg, het - geheel of gedeeltelijk - ten laste nemen van medische en/of farmaceutische kosten, enz. Aangezien het OCMW zelf de aard en omvang van de toe te kennen hulp kan bepalen beschikt het over een grote vrijheid om oplossingen "op maat" van de individuele hulpvrager uit te werken.

##### Niet-financiële hulp
Courante vormen van niet financiële hulp zijn o.a.
- Informatie en advies

Cliënten die vragen hebben over de dienstverlening van het OCMW, over hun sociale rechten (zoals kinderbijslag, ziekteverzekering, pensioen), over huisvesting, gezondheidszorg, het invullen van administratieve documenten enzoverder, kunnen bij de sociale dienst informatie en advies krijgen. Het juridisch advies wordt gegeven door een jurist.
- Ondersteuning bij het uitoefenen van rechten

De Sociale Dienst ondersteunt cliënten die hun rechten zelf willen uitoefenen, en zet daarvoor eventueel in hun plaats de nodige stappen, zoals het aansluiten bij een ziekenfonds of het verdedigen van de rechten bij onrechtmatig ontslag (via de vakbond).
- Psychosociale en pedagogische begeleiding

De Sociale Dienst staat in voor ondersteunende gesprekken, hulp bij de opvoeding van kinderen, en budgetbegeleiding.
- Hulp bij overmatige schuldenlast

Een vorm van maatschappelijke dienstverlening die de afgelopen jaren sterk aan belang heeft gewonnen is de hulp bij overmatige schuldenlast. Onder meer het gemak waarmee de consument vandaag op krediet kan kopen kan leiden tot overcreditering waarbij bepaalde gezinnen terechtkomen in een onoverzichtelijke schuldenspiraal. De meeste OCMW's hebben een erkende dienst voor schuldbemiddeling en kunnen de getroffen gezinnen op dit vlak bijstand bieden. Dit kan o.a. door te bemiddelen bij de schuldeisers met het oog op het overeenkomen van een afbetalingsplan of het aanbieden van budgetbeheer. In een aantal gevallen kan beroep worden gedaan op de wetgeving inzake de collectieve schuldenregeling.
- Ondersteuning bij tewerkstelling

Het OCMW kan arbeidstrajectbegeleiding aanbieden, meestal geïntegreerd in de Lokale Werkwinkel, samen met de Vlaamse Dienst voor Arbeidsbemiddeling en Beroepsopleiding, de GTB of de RVA. Er bestaat tevens een regeling in het kader van artikel 60 (verminderde sociale bijdragen voor vzw's).
- Hulpverlening aan daklozen

Deze dienstverlening kan bestaan uit het vragen van een gemotiveerde afwijking op de toelatingsvoorwaarden aan de sociale huisvestingsmaatschappij zodat de dakloze op korte termijn over een woning kan beschikken.
Eenmaal in zijn leven heeft de dakloze ook het recht op een installatiepremie. Deze premie is gelijk aan het bedrag van een maand leefloon categorie 2.
- Hulp bij opvang aan asielzoekers

### Individuele hulp van het OCMW isafdwingbaar
Aangezien zowel het recht op een leefloon als het recht op maatschappelijke dienstverlening bij wet erkende rechten zijn, zijn deze rechten ook afdwingbaar. Personen die niet akkoord gaan met de beslissing die het OCMW heeft getroffen kunnen die beslissing dan ook in rechte betwisten door beroep aan te tekenen bij de arbeidsrechtbank.

### Het OCMW als lokale eerstelijns welzijnsvoorziening
De hierboven geschetste taken betreffen in hoofdzaak hulp aan individuele personen. De taak van het OCMW reikt echter verder dan het louter lenigen van individuele noden. Het OCMW moet immers ook actief het maatschappelijk welzijn in de lokale gemeenschap bevorderen. Het kan daartoe o.a. overgaan tot de oprichting van collectieve diensten of de oprichting van zulke diensten faciliteren of er in participeren. Voorbeelden van zulke diensten zijn woonzorgcentra, de dienst voor bedeling van maaltijden aan huis, kinderdagopvang, het inrichten van een Minder Mobielen Centrale, enz.
Ieder OCMW beslist in principe zelf welke diensten of instellingen het opricht. Het laat zich daarbij leiden door de resultaten van een behoeftenonderzoek, of de aan- of afwezigheid van bepaalde diensten op zijn grondgebied. Het aanbod kan per gemeente dus sterk verschillen.

## OCMW of Sociaal Huis?
Alle inspanningen van de OCMW's om zich te profileren als een moderne en laagdrempelige welzijnsvoorziening, toegankelijk voor de hele bevolking ten spijt blijft een belangrijk deel van de publieke opinie de term "OCMW" associëren met behoeftigheid, armenzorg en zelfs met sociale marginaliteit. Beroep doen op "het OCMW" is voor velen nog een te grote stap, een stap waarvoor men zich zou horen te schamen bovendien.
Het landschap aan (lokale) welzijnsvoorzieningen in Vlaanderen is behoorlijk onoverzichtelijk. Naast het OCMW, dat een publieke instelling is, zijn er nog andere, publieke maar ook private instellingen (weliswaar vaak gesubsidieerd met publieke middelen) actief. Hoewel de voorzieningen dus talrijk zijn is het vinden van de juiste hulp niet altijd evident. Om dit aanbod van lokale welzijnsvoorzieningen overzichtelijker én toegankelijker te maken werd voor Vlaanderen het concept 'Sociaal Huis' uitgedacht. Dit Sociaal Huis kan voorgesteld worden als een soort van enige en eenvoudige poort naar alle sociale voorzieningen die ter beschikking staan van de burger.
Het begrip werd decretaal verankerd in het Decreet Lokaal Sociaal Beleid (2004). Het decreet verplicht het lokale OCMW en de gemeente onder meer om gezamenlijk een Sociaal Huis te realiseren op hun grondgebied. De concrete invulling van het concept wordt echter grotendeels aan het lokale bestuur overgelaten. Het decreet stelt slechts een verplichte eenloketfunctie en doorverwijsfunctie voorop.
In de praktijk kreeg het concept dan ook een uiteenlopende invulling. In gemeente A kan het staan voor een gebouw waarin een aantal of de meeste voorzieningen hun kantoren hebben. In gemeente B kan de doorverwijs- en eenloketfunctie uitgeoefend worden door een bediende op het gemeentehuis. In gemeente C geldt het Sociaal Huis, Sociaal Centrum of Welzijnsonthaal dan weer als een andere dan wel nieuwe naam voor het lokale OCMW.